# ポロス島会議
ポロス島会議（ポロスとうかいぎ）は、1828年にイギリス、フランス、ロシア帝国の外交官によって開催され、ギリシャの国境を画定するための会議であった。

## 背景
1821年、ギリシャ人はオスマン帝国に対して反乱を起こした。ギリシャの苦境は多くの同情を集め、1827年にはイギリス、フランス、ロシアの艦隊がナヴァリノの海戦でオスマン帝国とエジプト海軍の艦隊を壊滅させた。戦争後、イギリス外務大臣とフランス・ロシアの大使が、オスマン帝国から独立を獲得した際のギリシャの国境を決定するために協議を行い、1828年にロンドン議定書が結ばれた。

## 会議
ロンドン議定書では合意に至らなかったため、イギリス、フランス、ロシアのオスマン帝国駐在大使は、1828年9月にポロス島で会合を開いてこの問題の解決を図るよう指示された。主な選択肢は次の二つだった。
- ギリシャの領域をパガシティコス湾からアルタにかけての線より南とする。
- ギリシャの領域をペロポネソス半島のみに限定し、コリントス地峡より北の全ての地域はオスマン帝国領のままとする。

さらに、この二つの極端な案の中間にあたる選択肢も二つあった。イオアニス・カポディストリアスは、提出した覚書にて、ギリシャの北部国境はデルヴィナからテッサロニキまでか、少なくともプレヴェザからラミアにかけての線まで到達するべきであると主張していた。長い議論の末、三国の大使は、ギリシャの領域をアルタからパガシティコス湾までとし、エヴィア島とサモス島、場合によってはクレタ島も含めるべきだと報告した。会議で最もギリシャ寄りの意見を主張したのはストラトフォード・カニングだった。大使たちは、この案が最も防衛に適した国境線であり、ギリシャの領域をペロポネソス半島のみに制限すると、数十万人のギリシャ人が南へ避難し、資金不足のギリシャを圧迫してしまうと指摘した。さらに、会議ではギリシャを君主制とすることも決定された。

## 結果
イギリスの首相であるアーサー・ウェルズリーは、ギリシャ独立の理念自体に反対しており、ポロス会議の報告を拒否した。彼は「目的はオスマン帝国から領土を奪うことではなく、反乱状態にある地域を平定することだ」と述べ、ギリシャ国家はペロポネソス半島のみに限定し、それ以外のギリシャ地域はオスマン帝国領のままとするべきだと主張した。イギリス、フランス、ロシアは、ポロス会議の提言をあくまで交渉の基礎としてのみ受け入れたが、これに失望したストラトフォード・カニングは辞任した。一方、オスマン帝国はまだ戦争に勝てると信じており、すでに休戦要求を拒否していたため、ポロス会議の提言も同様に拒絶した。しかし、1828年から1829年にかけての露土戦争で敗北した後、オスマン帝国はついにギリシャ独立を受け入れざるを得なくなった。1829年9月のアドリアノープル条約の条項に基づき、オスマン帝国はロンドン会議の決定を受け入れることを約束した。
そして1830年2月3日、ロンドン会議はギリシャ王位をザクセン＝コーブルク公子レオポルトに打診することを決定したが、ポロス会議の決定よりもはるかに狭い国境を提案した。このため、レオポルトは1830年5月21日にギリシャ王位の申し出を拒否し、ポロス会議で決定された国境が認められる場合のみ受諾すると表明した。